# 中居之窗
中居之窗（日语：ナカイの窓）是一档自2012年10月11日至2019年3月27日在日本电视系联播网播出的心理类综艺谈话节目，节目每周三深夜播出，由中居正广主持。

## 主持及嘉宾
2015/10/07 
主持:中居正廣,田村淳 
嘉賓:新垣結衣

## 联播台
| 播送地区       | 转播台                  | 所属电视网                                   | 播出时间              | 同步/延迟 | 备注              |
| -------------- | ----------------------- | -------------------------------------------- | --------------------- | --------- | ----------------- |
| 关东地方       | 日本电视台（NTV）       | 日本电视联播网                               | 每周三23:59－翌日0:54 | 制作台    | 制作台            |
| 北海道         | 札幌电视台（STV）       | 日本电视联播网                               | 每周三23:59－翌日0:54 | 同步播出  |                   |
| 青森县         | 青森电视台（RAB）       | 日本电视联播网                               | 每周三23:59－翌日0:54 | 同步播出  |                   |
| 岩手县         | 岩手电视台（TVI）       | 日本电视联播网                               | 每周三23:59－翌日0:54 | 同步播出  |                   |
| 宫城县         | 宫城电视台（MMT）       | 日本电视联播网                               | 每周三23:59－翌日0:54 | 同步播出  |                   |
| 秋田县         | 秋田电视台（ABS）       | 日本电视联播网                               | 每周三23:59－翌日0:54 | 同步播出  |                   |
| 山形县         | 山形电视台（YBC）       | 日本电视联播网                               | 每周三23:59－翌日0:54 | 同步播出  |                   |
| 福岛县         | 福岛中央电视台（FCT）   | 日本电视联播网                               | 每周三23:59－翌日0:54 | 同步播出  |                   |
| 山梨县         | 山梨电视台（YBS）       | 日本电视联播网                               | 每周三23:59－翌日0:54 | 同步播出  |                   |
| 长野县         | 信州电视台（TSB）       | 日本电视联播网                               | 每周三23:59－翌日0:54 | 同步播出  |                   |
| 新潟县         | 新潟电视台（TeNY）      | 日本电视联播网                               | 每周三23:59－翌日0:54 | 同步播出  |                   |
| 静冈县         | 静冈第一电视台（SDT）   | 日本电视联播网                               | 每周三23:59－翌日0:54 | 同步播出  |                   |
| 富山县         | 北日本电视台（KNB）     | 日本电视联播网                               | 每周三23:59－翌日0:54 | 同步播出  |                   |
| 石川县         | 金泽电视台（KTK）       | 日本电视联播网                               | 每周三23:59－翌日0:54 | 同步播出  |                   |
| 福井县         | 福井电视台（FBC）       | 日本电视联播网 朝日电视联播网                | 每周三23:59－翌日0:54 | 同步播出  |                   |
| 中京地方       | 中京电视台（CTV）       | 日本电视联播网                               | 每周三23:59－翌日0:54 | 同步播出  | [ 1 ]             |
| 近畿地方       | 读卖电视台（ytv）       | 日本电视联播网                               | 每周三23:59－翌日0:54 | 同步播出  | [ 2 ]             |
| 鸟取县・岛根县 | 日本海电视台（NKT）     | 日本电视联播网                               | 每周三23:59－翌日0:54 | 同步播出  |                   |
| 广岛县         | 广岛电视台（HTV）       | 日本电视联播网                               | 每周三23:59－翌日0:54 | 同步播出  |                   |
| 山口县         | 山口电视台（KRY）       | 日本电视联播网                               | 每周三23:59－翌日0:54 | 同步播出  |                   |
| 德岛县         | 四国电视台（JRT）       | 日本电视联播网                               | 每周三23:59－翌日0:54 | 同步播出  |                   |
| 冈山县・香川县 | 西日本电视台（RNC）     | 日本电视联播网                               | 每周三23:59－翌日0:54 | 同步播出  |                   |
| 爱媛县         | 南海电视台（RNB）       | 日本电视联播网                               | 每周三23:59－翌日0:54 | 同步播出  |                   |
| 高知县         | 高知电视台（RKC）       | 日本电视联播网                               | 每周三23:59－翌日0:54 | 同步播出  |                   |
| 福冈县         | 福冈电视台（FBS）       | 日本电视联播网                               | 每周三23:59－翌日0:54 | 同步播出  |                   |
| 长崎县         | 长崎国际电视台（NIB）   | 日本电视联播网                               | 每周三23:59－翌日0:54 | 同步播出  |                   |
| 熊本县         | 熊本县民电视台（KKT）   | 日本电视联播网                               | 每周三23:59－翌日0:54 | 同步播出  |                   |
| 大分县         | 大分电视台（TOS）       | 日本电视联播网 富士电视联播网                | 每周三23:59－翌日0:54 | 同步播出  | [ 3 ]             |
| 宫崎县         | 宫崎电视台（UMK）       | 富士电视联播网 日本电视新闻网 朝日电视联播网 | 每周三23:59－翌日0:54 | 同步播出  | [ 3 ] [ 4 ] [ 5 ] |
| 鹿儿岛县       | 鹿儿岛读卖电视台（KYT） | 日本电视联播网                               | 每周三23:59－翌日0:54 | 同步播出  |                   |
| 冲绳县         | 冲绳电视台（OTV）       | 富士电视联播网                               | 每周三0:30－1:25      | 延迟一周  |                   |